# 莫·海德
莫·海德（英語：Mo Hayder，1962年1月1日—2021年7月27日）是英國犯罪小說家，著有《啼死鳥》（Birdman）、《治療》（The Treatment）等作品。
莫·海德15歲便離開學校，她做過許多工作，如：酒吧女侍、警衛、片場人員、東京夜总会女招待等，還教過英文。她拥有华盛顿特区的美利坚大学电影学硕士学位，以及英国巴斯思巴大學的写作硕士。1999年出版第一部小說《鳥人》，得到廣大的迴響，但有人指出此書過於血腥暴力。這本書的續集是《治療》（The Treatment）。
她的小说《失蹤》获得2012年度愛倫·坡獎。

## 出版目錄
- 《啼死鳥》（Birdman） （2000年）
- 《治療》（The Treatment）（2001 ）
- 《東京》（Tokyo）（2004年 - 又名 The Devil of Nanking）
- 《豬之島》（Pig Island） （2006年）
- 《儀禮》（Ritual）（2008年）
- 《失蹤》（Gone）（2010年）

## 外部連結
- Mo Hayder info page at her agent's website.
- Official website